# Alde Zaharra (Vitoria-Gasteiz)
Pour les articles homonymes, voir Alde Zaharra.
 (septembre 2020).
Si vous disposez d'ouvrages ou d'articles de référence ou si vous connaissez des sites web de qualité traitant du thème abordé ici, merci de compléter l'article en donnant les références utiles à sa vérifiabilité et en les liant à la section « Notes et références ».

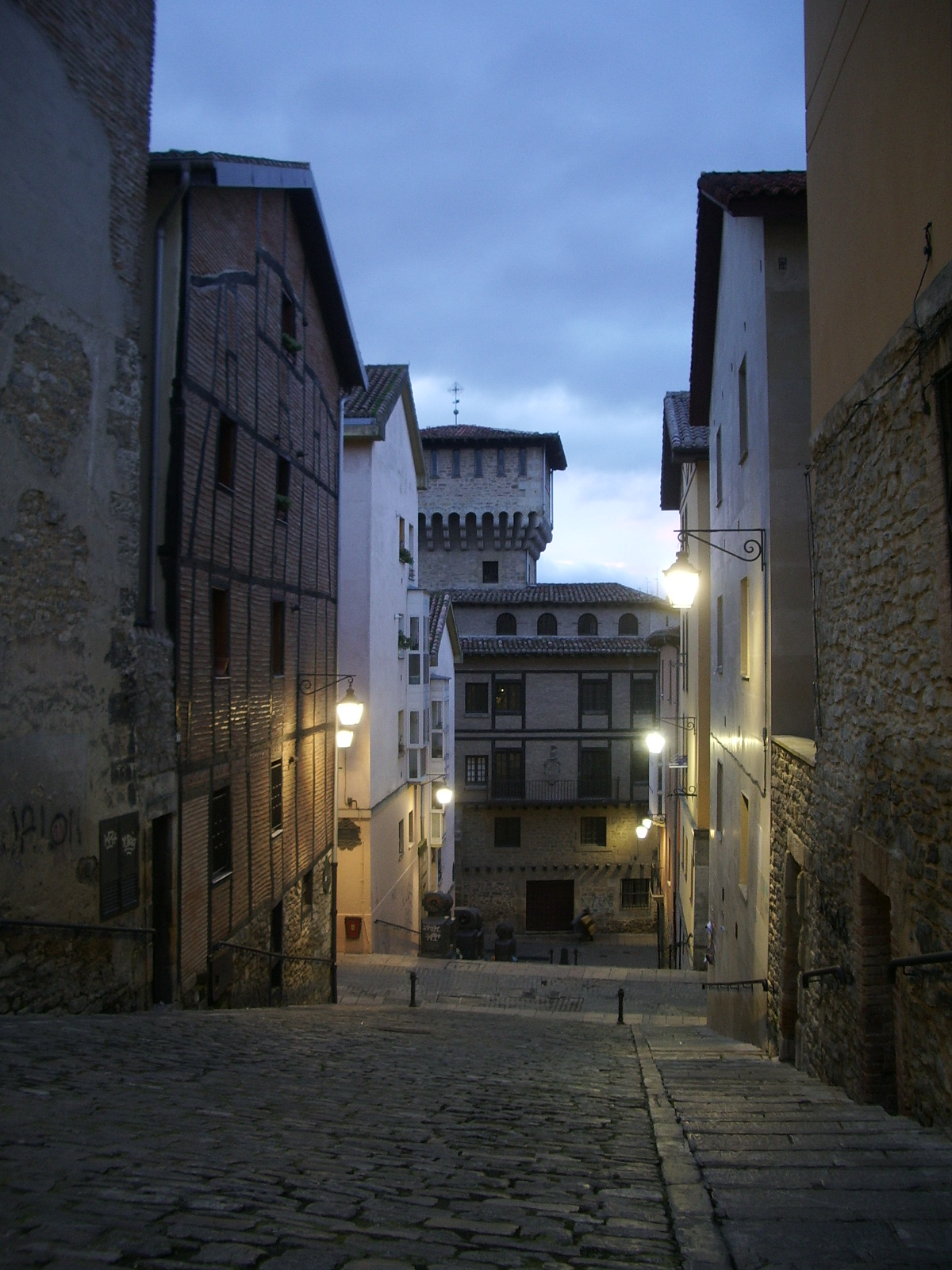
Rue pavée la nuit

Le Vieux Quartier (Alde Zaharra en Basque ou Casco Viejo en espagnol) est un des quartiers qui composent la ville de Vitoria-Gasteiz, dans le Pays basque (Espagne).
Il est limité au sud avec Zabalgunea, à l'ouest avec Lovaina et Koroatzea, au nord avec Zaramaga et à l'est avec l'Anglo-Vasco.
Il comprend le périmètre de la vieille ville médiévale murée. Le quartier, qui a une forme d'amande, est situé sur une colline et sur les pentes de celle-ci. Autour de ce dernier la ville a crû de manière radiale par les zones de niveau qui entourent cette colline.
La ville a été pratiquement contrainte à ce qu'est actuellement le Vieux Quartier depuis sa fondation à la fin du XIIe siècle jusqu'à la fin du XVIIIe siècle. Pour cela il possède une bonne partie du patrimoine artistique et architectural de la ville.
En 2002, il comptait une population de 10 114 habitants. Le Vieux Quartier inclut des zones qui sont assez dégradées et qui touchent la rive, avec d'autres qui ont été restaurées.

## Rue du Vieux Quartier ou de l'Alde Zaharra
- Andra Mari Zuriaren (place)
- Aihotz (place)
- Aiztogile (rue)
- Anorbin (coin)
- Apaizgaitegiko (coin)
- Bakardade (coin)
- Errementari (rue)
- Harategi (coin)
- Hedegile (rue)
- Pintore (rue)
- San Ildefontso (rue)
- San Markos (coin)
- San Roke (coin)
- Santa Ana (coin)
- Santa Maria (coin)
- Santo Domingo (rue)
- Santo Domingo (place)
- Txikita (rue)
- Zapatari (rue)

## Voir également
- Cathédrale Santa María de Vitoria
- Torre de doña Ochanda